# Al-Hasan ibn Muhammad as-Saghānī
Abū l-Fadā'il Radīy ad-Dīn al-Hasan ibn Muhammad as-Saghānī (arabisch أبو الفضائل رضي الدين الحسن بن محمد الصغاني, DMG Abū l-Faḍāʾil Raḍīy ad-Dīn al-Ḥasan ibn Muḥammad aṣ-Ṣaġānī; * 25. Juni 1181 in Lahore; † 25. Oktober 1252 in Bagdad) war ein Hadith-Gelehrter und arabischer Lexikograph der hanafitischen Lehrrichtung. Seine Nisba verweist auf die Region Chaghāniyān nördlich von Termiz, die auf Arabisch als Saghāniyān bezeichnet wurde. Väterlicherseits stammte er aus der Nachkommenschaft des Kalifen Umar ibn al-Chattab.

## Leben
As-Saghānī wuchs in Ghazni auf und begab sich dann auf eine längere Reise, die ihn nach Mekka, Medina, Aden und Mogadischu führte. Im Mai 1218 kam er nach Bagdad. Zwei Jahre später sandte ihn der Kalif an-Nāsir li-Dīn Allāh als Gesandten nach Indien an den Hof von Iltutmish, wo er einige Zeit blieb. 1226/1227 kehrte er nach Bagdad zurück, nur um kurze Zeit später erneut, diesmal vom Kalifen al-Mustansir, nach Indien entsandt zu werden. Nachdem er dort verarmt war, kehrte er 1232/33 nach Aden und schließlich 1239/40 nach Bagdad zurück. Dort lehrte er an dem Ribat al-Marzubānīya, legte aber 1242/43 sein Amt nieder, als er erfuhr, dass der Scheich dieses Ribats ein Schafiit sein musste. Der Kalif al-Musta'sim bi-'llah übertrug ihm daraufhin die Leitung der hanafitischen Madrasa at-Tutuschīya. In dieser Position verfasste er seine lexikographischen Werke. 
Aus einer Anmerkung as-Saghānīs zu der arabischen Wortwurzel s-l-s-l in seinem Lexikon ʿUbāb az-zāḫir geht hervor, dass er ein besonderer Liebhaber von musalsal-Hadithen war. Das sind solche Hadithe, bei denen die Überlieferung in der gesamten Überlieferungskette von einer bestimmten Handlung begleitet ist. As-Saghānī rühmt sich in dieser Anmerkung, mehr als 400 solcher musalsal-Hadithe in Mekka, Indien, Jemen und Baghdad erhalten zu haben.
As-Saghānī starb im Oktober 1252 überraschend in seinem Haus in Baghdad. Vor seinem Tod hatte er testamentarisch verfügt, dass sein Leichnam nach Mekka überführt werden sollte. Er wurde dort ein Jahr später in der Nähe des Grabs von Fudail ibn ʿIyād begraben. Einer seiner bekanntesten Schüler war Scharaf ad-Dīn ad-Dimyātī.

## Werke
Carl Brockelmann führt in seiner Geschichte der arabischen Litteratur eine Liste mit 21 Werken von as-Saghānī auf. Die bekanntesten davon sind:
- Mašāriq al-anwār an-nabawīya min ṣiḥāḥ al-aḫbār al-Muṣṭafawīya, Sammlung von 2253 Hadithen, die aus den beiden Sahīh-Werken von al-Buchārī und Muslim ibn al-Haddschādsch sowie dem Kitāb aš-Šihāb von al-Qudāʿī (st. 1062) und dem Kitāb an-Naǧm von al-Uqlīsī (st. 1155) zusammengestellt sind. Das Werk ist in zwölf Kapitel mit verschiedenen Abschnitten eingeteilt, in denen die Hadithe nach grammatischen Gesichtspunkten geordnet sind. Die Bedeutung der Sammlung liegt darin, dass sie das erste Werk zur Hadith-Wissenschaft im islamischen Indien darstellt. Das Werk gehörte zum Curriculum der mittelalterlichen indischen Madrasas[3] und ist häufig kommentiert worden.
- al-Aḥādīṯ al-mauḍūʿa Sammlung von erfundenen Hadithen. Sie wurde  von Naǧm ʿAbd ar-Raḥmān Ḫalaf 1980 in Kairo unter dem Titel Mauḍūʿāt aṣ-Ṣaġānī ediert.[4]
- Darr as-saḥāba fī bayān mawāḍiʿ wafayāt aṣ-ṣaḥāba Alphabetisches Verzeichnis der Prophetengefährten mit ihren Sterbeorten und -daten.[5]
- at-Takmila wa-ḏ-ḏail wa-ṣ-ṣila, ein Supplement zu dem arabischen Lexikon aṣ-Ṣiḥāḥ von al-Dschauharī, in dem as-Saghānī viele sprachliche Wendungen ergänzt und Fehler korrigiert.
- ʿUbāb az-zāḫir wa-lubāb al-fāḫir, umfassendes arabisches Wörterbuch, das nach den Endradikalen geordnet ist und zu den wichtigsten arabischen lexikographischen Werken nach al-Dschauharīs aṣ-Ṣiḥāḥ gehört. As-Saghānī starb, bevor er das Werk abschließen konnte. Die letzte Wortwurzel, die behandelt wird, ist b-k-m (Stummheit). Später machte sich der Lexikograph al-Fīrūzābādī in einem Vers darüber lustig, dass es ausgerechnet diese Wortwurzel war, die as-Saghānī zum Verstummen brachte.[6]